# Hubert Frisch
Hubert Frisch (ur. 1913, data śmierci nieznana) – austriacki więzień funkcyjny w hitlerowskim obozie koncentracyjnym Mauthausen-Gusen, zbrodniarz nazistowski.
W latach 1943–1944 był starszym bloku w Steyr, podobozie KL Mauthausen. Następnie, pod koniec 1944, awansował na stanowisko starszego całego podobozu, najwyższą funkcję, która mogła być sprawowana przez więźnia. Funkcję tę pełnił aż do wyzwolenia obozu. Przez innych więźniów był nazywany Neronem (był to jeden z cesarzy rzymskich).
W procesie załogi Mauthausen (US vs. Hubert Frisch i inni), który w dniach 26–27 sierpnia 1947 toczył się przed Amerykańskim Trybunałem Wojskowym w Dachau skazany został na dożywotnie pozbawienie wolności. Podczas rozprawy świadkowie przytoczyli przykłady licznych zbrodni oskarżonego. I tak na przełomie sierpnia i września 1943 ciężko pobił gumowym kablem czterech więźniów: dwóch Polaków i dwóch Rosjan. Innego więźnia, Jugosłowianina, Frisch skatował za to, że te ten nie ściągnął przed nim czapki. 24 listopada 1944 brał z kolei aktywny udział w powieszeniu dwóch Rosjan, których przyłapano przy kradzieży jedzenia oraz wymierzył karę chłosty (50 kijów) Polakowi, który ośmielił się oglądać tę egzekucję. Świadkowie zeznali, iż oskarżony znęcał się nad więźniami na każdym kroku, niezależnie od ich narodowości, bijąc ich kijem, biczem, drewnianym stołkiem i innymi narzędziami.